# Золотий глобус (73-тя церемонія вручення)
73-тя церемонія вручення нагород премії «Золотий глобус»

10 січня 2016 року
Найкращий фільм — драма: 
«Легенда Г'ю Гласса»
Найкращий фільм —
комедія або мюзикл: 
«Марсіянин»
Найкращий телесеріал — драма: 
«Пан Робот»
Найкращий телесеріал —
комедія або мюзикл: 
«Моцарт у джунглях»
Найкращий мінісеріал або телефільм: 
«Вовчий зал»
< 72-га • Церемонії вручення • 74-та >
73-тя церемонія вручення нагород премії «Золотий глобус» за заслуги в галузі кінематографу і телебачення за 2015 рік відбулася 10 січня 2016 року в готелі Беверлі-Гілтон в Беверлі-Гіллз, штат Каліфорнія, США. Церемонія транслювалася американською телекомпанією NBC. Продюсуванням заходу займалася компанія Dick Clark Productions у співпраці з Голлівудською асоціацією іноземної преси. Номінанти були оголошені 10 грудня 2015 року в готелі Беверлі-Гілтон. 26 жовтня 2015 року ведучим церемонії вчетверте було оголошено британського актора Рікі Джервейса.

## Список лауреатів і номінантів

### Кіно
Фільми з найбільшою кількістю нагород та номінацій
| Фільм                          | Перемоги | Номінації |
| ------------------------------ | -------- | --------- |
| • «Легенда Г'ю Гласса»         | 3        | 4         |
| • «Стів Джобс»                 | 2        | 4         |
| • «Марсіянин»                  | 2        | 3         |
| • «Мерзенна вісімка»           | 1        | 3         |
| • «Кімната»                    | 1        | 3         |
| • «Джой»                       | 1        | 2         |
| • «Крід»                       | 1        | 1         |
| • «007: Спектр»                | 1        | 1         |
| • «Думками навиворіт»          | 1        | 1         |
| • «Син Саула»                  | 1        | 1         |
| • «Керол»                      | —        | 5         |
| • «Гра на пониження»           | —        | 4         |
| • «Дівчина з Данії»            | —        | 3         |
| • «У центрі уваги»             | —        | 3         |
| • «Любов і милосердя»          | —        | 2         |
| • «Шалений Макс: Дорога гніву» | —        | 2         |
| • «Шпигунка»                   | —        | 2         |
| • «Дівчина без комплексів»     | —        | 2         |
| • «Трамбо»                     | —        | 2         |
| • «Юність»                     | —        | 2         |

• Переможці вказані першими і виділені окремим кольором.
| Категорія                                   | Лауреати і номінанти | Лауреати і номінанти                                               |
| ------------------------------------------- | --- | ------------------------------------------------------------------ |
| Найкращий фільм — драма                     | • «Легенда Г'ю Гласса»                                                                                                  | • «Легенда Г'ю Гласса»                                             |
| Найкращий фільм — драма                     | • «Керол» |                                                                    |
| Найкращий фільм — драма                     | • «Шалений Макс: Дорога гніву»                                                                                          |                                                                    |
| Найкращий фільм — драма                     | • «Кімната» |                                                                    |
| Найкращий фільм — драма                     | • «У центрі уваги» |                                                                    |
| Найкращий фільм — комедія або мюзикл        | • «Марсіянин» | • «Марсіянин»                                                      |
| Найкращий фільм — комедія або мюзикл        | • «Дівчина без комплексів»                                                                                              |                                                                    |
| Найкращий фільм — комедія або мюзикл        | • «Джой» |                                                                    |
| Найкращий фільм — комедія або мюзикл        | • «Гра на пониження» |                                                                    |
| Найкращий фільм — комедія або мюзикл        | • «Шпигунка» |                                                                    |
| Найкраща чоловіча роль — драма              | | • «Легенда Г'ю Гласса» — Леонардо Ді Капріо за роль Г'ю Гласса     |
| Найкраща чоловіча роль — драма              | • «Трамбо» — Браян Кренстон за роль Далтона Трамбо                                                                      |                                                                    |
| Найкраща чоловіча роль — драма              | • «Стів Джобс» — Майкл Фассбендер за роль Стіва Джобса                                                                  |                                                                    |
| Найкраща чоловіча роль — драма              | • «Дівчина з Данії» — Едді Редмейн за роль Ейнара Вегенера / Лілі Ельбе                                                 |                                                                    |
| Найкраща чоловіча роль — драма              | • «Оборонець» — Вілл Сміт за роль доктора Беннета Омалу                                                                 |                                                                    |
| Найкраща жіноча роль — драма                | | • «Кімната» — Брі Ларсон за роль Джой «Ма» Ньюсам                  |
| Найкраща жіноча роль — драма                | • «Керол» — Кейт Бланшетт за роль Керол Ейрд                                                                            |                                                                    |
| Найкраща жіноча роль — драма                | • «Керол» — Руні Мара за роль Терези Беліве                                                                             |                                                                    |
| Найкраща жіноча роль — драма                | • «Бруклін» — Сірша Ронан за роль Елліс Лейсі                                                                           |                                                                    |
| Найкраща жіноча роль — драма                | • «Дівчина з Данії» — Алісія Вікандер за роль Герди Вегенер                                                             |                                                                    |
| Найкраща чоловіча роль — комедія або мюзикл | | • «Марсіянин» — Метт Деймон за роль Марка Вотні                    |
| Найкраща чоловіча роль — комедія або мюзикл | • «Гра на пониження» — Крістіан Бейл за роль Майкла Баррі                                                               |                                                                    |
| Найкраща чоловіча роль — комедія або мюзикл | • «Гра на пониження» — Стів Керелл за роль Марка Баума                                                                  |                                                                    |
| Найкраща чоловіча роль — комедія або мюзикл | • «Денні Коллінз» — Аль Пачіно за роль Денні Коллінса                                                                   |                                                                    |
| Найкраща чоловіча роль — комедія або мюзикл | • «Нескінченно білий ведмідь» — Марк Руффало за роль Кема Стюарта                                                       |                                                                    |
| Найкраща жіноча роль — комедія або мюзикл   | | • «Джой» — Дженніфер Лоуренс за роль Джой Мангано                  |
| Найкраща жіноча роль — комедія або мюзикл   | • «Шпигунка» — Мелісса Маккарті за роль Сьюзен Купер                                                                    |                                                                    |
| Найкраща жіноча роль — комедія або мюзикл   | • «Дівчина без комплексів» — Емі Шумер за роль Емі Таунсенд                                                             |                                                                    |
| Найкраща жіноча роль — комедія або мюзикл   | • «Леді у фургоні» — Меггі Сміт за роль Мері Шеперд                                                                     |                                                                    |
| Найкраща жіноча роль — комедія або мюзикл   | • «Бабуся» — Лілі Томлін за роль Ель Рід                                                                                |                                                                    |
| Найкраща чоловіча роль другого плану        | | • «Крід» — Сільвестер Сталлоне за роль Роберта «Роккі» Бальбоа     |
| Найкраща чоловіча роль другого плану        | • «Любов і милосердя» — Пол Дано за роль Браяна Вілсона                                                                 |                                                                    |
| Найкраща чоловіча роль другого плану        | • «Безрідні звірі» — Ідріс Ельба за роль Коменданта                                                                     |                                                                    |
| Найкраща чоловіча роль другого плану        | • «Міст шпигунів» — Марк Райленс за роль Рудольфа Абеля                                                                 |                                                                    |
| Найкраща чоловіча роль другого плану        | • «99 будинків» — Майкл Шеннон за роль Ріка Карвера                                                                     |                                                                    |
| Найкраща жіноча роль другого плану          | | • «Стів Джобс» — Кейт Вінслет за роль Джоанни Гофман               |
| Найкраща жіноча роль другого плану          | • «Мерзенна вісімка» — Дженніфер Джейсон Лі за роль Дейзі Домерг                                                        |                                                                    |
| Найкраща жіноча роль другого плану          | • «Трамбо» — Гелен Міррен за роль Гедда Гоппер                                                                          |                                                                    |
| Найкраща жіноча роль другого плану          | • «Юність» — Джейн Фонда за роль Бренди Морель                                                                          |                                                                    |
| Найкраща жіноча роль другого плану          | • «Ex Machina» — Алісія Вікандер за роль Ави                                                                            |                                                                    |
| Найкраща режисерська робота                 | | • «Легенда Г'ю Гласса» — Алехандро Гонсалес Іньярріту              |
| Найкраща режисерська робота                 | • «У центрі уваги» — Том Маккарті                                                                                       |                                                                    |
| Найкраща режисерська робота                 | • «Шалений Макс: Дорога гніву» — Джордж Міллер                                                                          |                                                                    |
| Найкраща режисерська робота                 | • «Марсіянин» — Рідлі Скотт                                                                                             |                                                                    |
| Найкраща режисерська робота                 | • «Керол» — Тодд Гейнс                                                                                                  |                                                                    |
| Найкращий сценарій                          | | • «Стів Джобс» — Аарон Соркін                                      |
| Найкращий сценарій                          | • «Кімната» — Емма Доног’ю                                                                                              |                                                                    |
| Найкращий сценарій                          | • «У центрі уваги» — Джош Сінгер, Том Маккарті                                                                          |                                                                    |
| Найкращий сценарій                          | • «Гра на пониження» — Чарльз Рендольф, Адам Мак-Кей                                                                    |                                                                    |
| Найкращий сценарій                          | • «Мерзенна вісімка» — Квентін Тарантіно                                                                                |                                                                    |
| Найкраща музика                             | | • «Мерзенна вісімка» — Енніо Морріконе                             |
| Найкраща музика                             | • «Керол» — Картер Бьорвелл                                                                                             |                                                                    |
| Найкраща музика                             | • «Дівчина з Данії» — Александр Деспла                                                                                  |                                                                    |
| Найкраща музика                             | • «Легенда Г'ю Гласса» — Рюіті Сакамото, Алва Ното                                                                      |                                                                    |
| Найкраща музика                             | • «Стів Джобс» — Деніел Пембертон                                                                                       |                                                                    |
| Найкраща пісня                              | • «007: Спектр» — «Writing's on the Wall» — Сем Сміт, Джиммі Нейпс                                                      | • «007: Спектр» — «Writing's on the Wall» — Сем Сміт, Джиммі Нейпс |
| Найкраща пісня                              | • «П'ятдесят відтінків сірого» — «Love Me like You Do» — Макс Мартін, Туве Лу, Саван Котеча, Алі Паямі, Еліа Салманзада |                                                                    |
| Найкраща пісня                              | • «Любов і милосердя» — «One Kind of Love» — Браян Вілсон, Скотт Беннетт                                                |                                                                    |
| Найкраща пісня                              | • «Форсаж 7» — «See You Again» — Чарлі Пут, Wiz Khalifa, DJ Frank E, Ендрю Сідер                                        |                                                                    |
| Найкраща пісня                              | • «Юність» — «Simple Song #3» — Девід Ленг                                                                              |                                                                    |
| Найкращий анімаційний фільм                 | • «Думками навиворіт»                                                                                                   | • «Думками навиворіт»                                              |
| Найкращий анімаційний фільм                 | • «Аномаліза» |                                                                    |
| Найкращий анімаційний фільм                 | • «Добрий динозавр» |                                                                    |
| Найкращий анімаційний фільм                 | • «Снупі та Чарлі Браун: Дрібнота у кіно»                                                                               |                                                                    |
| Найкращий анімаційний фільм                 | • «Баранчик Шон» |                                                                    |
| Найкращий фільм іноземною мовою             | • «Син Саула» (Угорщина)                                                                                                | • «Син Саула» (Угорщина)                                           |
| Найкращий фільм іноземною мовою             | • «Надновий заповіт» (Бельгія, Франція, Люксембург)                                                                     |                                                                    |
| Найкращий фільм іноземною мовою             | • «Клуб» (Чилі) |                                                                    |
| Найкращий фільм іноземною мовою             | • «Фехтувальник» (Фінляндія, Німеччина, Естонія)                                                                        |                                                                    |
| Найкращий фільм іноземною мовою             | • «Мустанг» (Франція)                                                                                                   |                                                                    |

### Телебачення
Телесеріали з найбільшою кількістю нагород та номінацій
| Фільм                                 | Перемоги | Номінації |
| ------------------------------------- | -------- | --------- |
| • «Пан Робот»                         | 2        | 3         |
| • «Моцарт у джунглях»                 | 2        | 2         |
| • «Вовчий зал»                        | 1        | 3         |
| • «Американська історія жаху: Готель» | 1        | 2         |
| • «Імперія»                           | 1        | 2         |
| • «Божевільні»                        | 1        | 1         |
| • «Покажіть мені героя»               | 1        | 1         |
| • «Божевільна колишня»                | 1        | 1         |
| • «Роман»                             | 1        | 1         |
| • «Американський злочин»              | —        | 3         |
| • «Фарґо»                             | —        | 3         |
| • «Чужоземка»                         | —        | 3         |
| • «Очевидне»                          | —        | 3         |
| • «Тіло та кістки»                    | —        | 2         |
| • «Нарки»                             | —        | 2         |
| • «Помаранчевий — хіт сезону»         | —        | 2         |
| • «Віцепрезидент»                     | —        | 2         |

| Категорія                                                                | Лауреати і номінанти                                                   | Лауреати і номінанти                                                       |
| ------------------------------------------------------------------------ | ---------------------------------------------------------------------- | -------------------------------------------------------------------------- |
| Найкращий серіал — драма                                                 | • «Пан Робот»                                                          | • «Пан Робот»                                                              |
| Найкращий серіал — драма                                                 | • «Імперія»                                                            |                                                                            |
| Найкращий серіал — драма                                                 | • «Гра престолів»                                                      |                                                                            |
| Найкращий серіал — драма                                                 | • «Нарки»                                                              |                                                                            |
| Найкращий серіал — драма                                                 | • «Чужоземка»                                                          |                                                                            |
| Найкращий серіал — комедія або мюзикл                                    | • «Моцарт у джунглях»                                                  | • «Моцарт у джунглях»                                                      |
| Найкращий серіал — комедія або мюзикл                                    | • «Випадково» / Casual                                                 |                                                                            |
| Найкращий серіал — комедія або мюзикл                                    | • «Помаранчевий — хіт сезону»                                          |                                                                            |
| Найкращий серіал — комедія або мюзикл                                    | • «Кремнієва долина»                                                   |                                                                            |
| Найкращий серіал — комедія або мюзикл                                    | • «Очевидне»                                                           |                                                                            |
| Найкращий серіал — комедія або мюзикл                                    | • «Віцепрезидент» / Veep                                               |                                                                            |
| Найкращий мінісеріал або телефільм                                       | • «Вовчий зал» / Wolf Hall                                             | • «Вовчий зал» / Wolf Hall                                                 |
| Найкращий мінісеріал або телефільм                                       | • «Американський злочин»                                               |                                                                            |
| Найкращий мінісеріал або телефільм                                       | • «Американська історія жаху: Готель»                                  |                                                                            |
| Найкращий мінісеріал або телефільм                                       | • «Фарґо»                                                              |                                                                            |
| Найкращий мінісеріал або телефільм                                       | • «Тіло та кістки» / Flesh and Bone                                    |                                                                            |
| Найкраща чоловіча роль серіалу — драма                                   |                                                                        | • «Божевільні» — Джон Гемм за роль Дона Дрейпера                           |
| Найкраща чоловіча роль серіалу — драма                                   | • «Пан Робот» — Рамі Малек за роль Еліота Алдерсона                    |                                                                            |
| Найкраща чоловіча роль серіалу — драма                                   | • «Нарки» — Вагнер Моура за роль Пабло Ескобара                        |                                                                            |
| Найкраща чоловіча роль серіалу — драма                                   | • «Краще подзвоніть Солу» — Боб Оденкерк за роль Сола Ґудмена          |                                                                            |
| Найкраща чоловіча роль серіалу — драма                                   | • «Рей Донован» — Лев Шрайбер за роль Рея Донована                     |                                                                            |
| Найкраща жіноча роль серіалу — драма                                     |                                                                        | • «Імперія» — Тараджі П. Хенсон за роль Кукі Лаїн                          |
| Найкраща жіноча роль серіалу — драма                                     | • «Чужоземка» — Катріна Балф за роль Клер Фрейзер                      |                                                                            |
| Найкраща жіноча роль серіалу — драма                                     | • «Як уникнути покарання за вбивство» — Віола Девіс за роль Енн Кітінг |                                                                            |
| Найкраща жіноча роль серіалу — драма                                     | • «Бульварні жахіття» — Ева Грін за роль Ванесси Айвс                  |                                                                            |
| Найкраща жіноча роль серіалу — драма                                     | • «Картковий будинок» — Робін Райт за роль Клер Андервуд               |                                                                            |
| Найкраща чоловіча роль серіалу — комедія або мюзикл                      |                                                                        | • «Моцарт у джунглях» — Гаель Гарсія Берналь за роль Родріго де Соуза      |
| Найкраща чоловіча роль серіалу — комедія або мюзикл                      | • «Нездара в усьому» — Азіз Ансарі за роль Дева Ша                     |                                                                            |
| Найкраща чоловіча роль серіалу — комедія або мюзикл                      | • «Гріндер» — Роб Лоу за роль Діна Сендерсона                          |                                                                            |
| Найкраща чоловіча роль серіалу — комедія або мюзикл                      | • «Блант говорить» — Патрік Стюарт за роль Волтера Бланта              |                                                                            |
| Найкраща чоловіча роль серіалу — комедія або мюзикл                      | • «Очевидне» — Джефрі Тембор за роль Мори Феффермен                    |                                                                            |
| Найкраща жіноча роль серіалу — комедія або мюзикл                        |                                                                        | • «Божевільна колишня» — Рейчел Блум за роль Ребекки Банч                  |
| Найкраща жіноча роль серіалу — комедія або мюзикл                        | • «Королеви верещання» — Джеймі Лі Кертіс за роль Кеті Манч            |                                                                            |
| Найкраща жіноча роль серіалу — комедія або мюзикл                        | • «Незаймана Джейн» — Джина Родрігес за роль Джейн Віллануева          |                                                                            |
| Найкраща жіноча роль серіалу — комедія або мюзикл                        | • «Віцепрезидент» — Джулія Луї-Дрейфус за роль Селіна Маєр             |                                                                            |
| Найкраща жіноча роль серіалу — комедія або мюзикл                        | • «Грейс та Френкі» — Лілі Томлін за роль Френкі Бергштейн             |                                                                            |
| Найкраща чоловіча роль мінісеріалу або телефільму                        |                                                                        | • «Покажіть мені героя» — Оскар Айзек за роль Ніка Васіско                 |
| Найкраща чоловіча роль мінісеріалу або телефільму                        | • «Лютер» — Ідріс Ельба за роль Джона Лютера                           |                                                                            |
| Найкраща чоловіча роль мінісеріалу або телефільму                        | • «Соловей» — Девід Оєлово за роль Пітера Сноудена                     |                                                                            |
| Найкраща чоловіча роль мінісеріалу або телефільму                        | • «Вовчий зал» — Марк Райленс за роль Томаса Кромвеля                  |                                                                            |
| Найкраща чоловіча роль мінісеріалу або телефільму                        | • «Фарґо» — Патрік Вілсон за роль Лу Солверсона                        |                                                                            |
| Найкраща жіноча роль мінісеріалу або телефільму                          |                                                                        | • «Американська історія жаху: Готель» — Леді Ґаґа за роль Елізабет Джонсон |
| Найкраща жіноча роль мінісеріалу або телефільму                          | • «Фарґо» — Кірстен Данст за роль Пеггі Бломквіст                      |                                                                            |
| Найкраща жіноча роль мінісеріалу або телефільму                          | • «Тіло та кістки» — Сара Гей за роль Клер Роббінс                     |                                                                            |
| Найкраща жіноча роль мінісеріалу або телефільму                          | • «Американський злочин» — Фелісіті Гаффман за роль Барб Хенлон        |                                                                            |
| Найкраща жіноча роль мінісеріалу або телефільму                          | • «Бессі» — Квін Латіфа за роль Бессі Сміт                             |                                                                            |
| Найкраща чоловіча роль другого плану серіалу, мінісеріалу або телефільму |                                                                        | • «Пан Робот» — Крістіан Слейтер за роль пана Робота                       |
| Найкраща чоловіча роль другого плану серіалу, мінісеріалу або телефільму | • «Гарна дружина» — Алан Каммінг за роль Ілая Голда                    |                                                                            |
| Найкраща чоловіча роль другого плану серіалу, мінісеріалу або телефільму | • «Вовчий зал» — Деміен Льюїс за роль короля Генріха VIII              |                                                                            |
| Найкраща чоловіча роль другого плану серіалу, мінісеріалу або телефільму | • «Родовід» — Бен Мендельсон за роль Денні Рейберна                    |                                                                            |
| Найкраща чоловіча роль другого плану серіалу, мінісеріалу або телефільму | • «Чужоземка» — Тобаяс Мензіс за роль Френка / Джонатана Рендалла      |                                                                            |
| Найкраща жіноча роль другого плану серіалу, мінісеріалу або телефільму   |                                                                        | • «Роман» — Мойра Тірні за роль Гелен Соллоуей                             |
| Найкраща жіноча роль другого плану серіалу, мінісеріалу або телефільму   | • «Помаранчевий — хіт сезону» — Узо Адуба за роль Сьюзенн Воррен       |                                                                            |
| Найкраща жіноча роль другого плану серіалу, мінісеріалу або телефільму   | • «Абатство Даунтон» — Джоан Фроггатт за роль Анни Бэйтс               |                                                                            |
| Найкраща жіноча роль другого плану серіалу, мінісеріалу або телефільму   | • «Американський злочин» — Реджина Кінг за роль Алії Шейдід            |                                                                            |
| Найкраща жіноча роль другого плану серіалу, мінісеріалу або телефільму   | • «Очевидне» — Джудіт Лайт за роль Шеллі Фефферман                     |                                                                            |

## Спеціальні нагороди
| Премія імені Сесіля Б. Де Мілля (Нагорода за внесок у кінематограф) |  | Дензел Вашингтон                                      |
| Міс «Золотий глобус» (Символічний титул)                            |  | Корінн Фокс донька актора Джеймі Фокса та Конні Клайн |